# Začret
Začret este o localitate din comuna Celje, Slovenia, cu o populație de 273 de locuitori.